# Нижній Єгипет

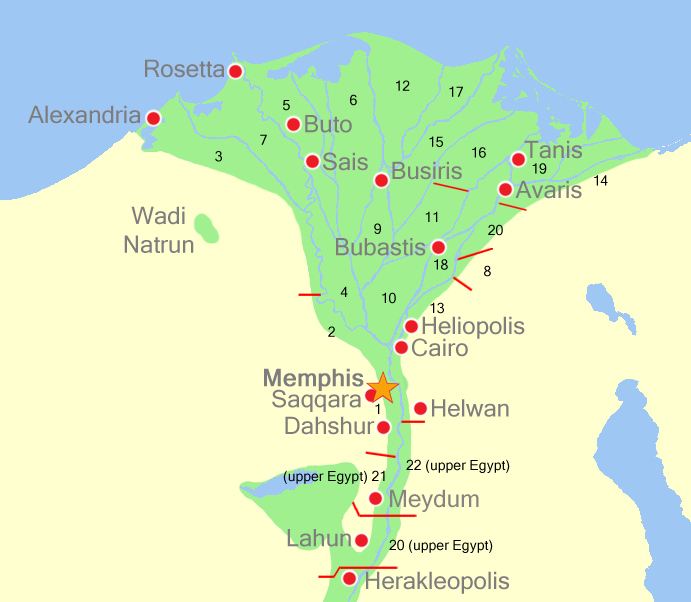
Мапа Нижнього Єгипту з його історичними номами

Дешрет або Червона Корона Нижнього Єгипту

Та-хутрі (єгип.  трансліт. TA-mHw — Земля папірусу), Дельта (дав.-гр. Δέλτα), Нижній Єгипет (лат. Aegyptus Inferior) — історична область в Північній Африці на території Єгипту.
Нижній Єгипет був утворений близько 4 тисячоліття до н. е. і мав самостійність до об'єднання Стародавнього Єгипту Менесом, засновником I династії фараонів. Він був розділений на двадцять районів, званих номами. Столицею Нижнього Єгипту було місто Буто.
Клімат в Нижньому Єгипті м'якший, аніж у Верхньому Єгипті головним чином через близькість до Середземного моря. Температура менш екстремальна та опади рясніші.

## Назва
Давньоєгипетське Та-хутрі означає «Земля папірусу». Ассирійці називали його Муцур, Місір (аккад. Muṣur, Miṣir). Араби назвали (і називають) цю область Аль Бохейр.